# Johannes von Muralt (Mediziner)

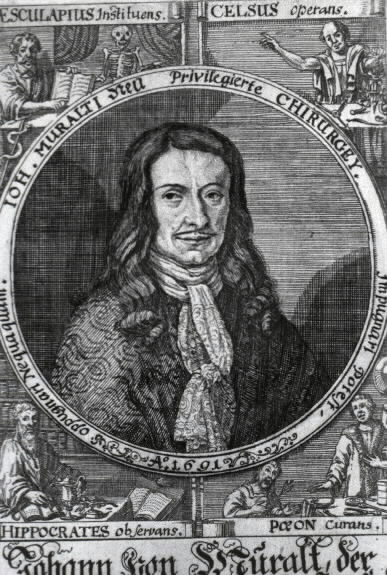
Johannes von Muralt

Johannes von Muralt (auch: Johann de Muralto; * 18. Februar 1645 in Zürich; † 12. Januar 1733 ebenda) war ein Schweizer Anatom und Chirurg.

## Familie
Muralt war Spross des ursprünglich aus Locarno stammenden Adelsgeschlechtes von Muralt, das nach der Konversion zum protestantischen Glauben seit 1555 in Bern und Zürich eine neue Heimat fand und bald dem wohlhabenden Bürgerstand angehörte. Er war Sohn des Kaufmanns Johann Melchior Muralt (1614–1688), der 1672 Regula Escher geheiratet hatte. Muralts Sohn Johann Conrad (1673–1732) war Stadtarzt in Zürich.

## Ausbildung und Beruf
Muralt besuchte zunächst das Gymnasium Carolinum in Zürich und veröffentlichte schon mit 20 Jahren eine erste wissenschaftliche Schrift über das geistige Leben der Taubstummen (Schola mutorum ac surdorum). Im Rahmen akademischer Reisen studierte er Anatomie, Chirurgie und Geburtshilfe in Basel, Leiden, London, Oxford, Paris und Montpellier. Zu seinen Lehrern gehörten der bekannte Anatom Caspar Bauhin (Basel) und der Arzt 
Franciscus Sylvius (Leiden). Mit der Dissertation De morbis parturientium et accidentibus, quae partum insequuntur schloss Muralt seine akademische Ausbildung in Basel ab und ließ sich in Zürich als Chirurg und Geburtshelfer in eigener Praxis nieder.
Die chirurgische Tätigkeit Muralts und öffentliche Sektionen von Tieren in Zürich führten bald zu Unstimmigkeiten mit der dortigen Chirurgenzunft Zum Schwarzen Garten. Nach fünf Jahren war sein Ruf als Arzt so gefestigt, dass man Muralt erlaubte, auch Sektionen an Leichen (Hingerichtete) vorzunehmen, ihn mit dem Namen „Aretäus“ in die Academia Caesario-Leopoldina Naturae Curiosorum aufnahm und zum Ehrenmitglied der Chirurgenzunft ernannte. 
Seit 1686 hielt Muralt anatomische Vorlesungen in deutscher Sprache vor Chirurgen, Studenten und gebildeten Laien, bevorzugt über die Themen Anatomie, Physiologie, Organpathologie, medizinische und chirurgische Therapie, den Gebrauch medizinischer Pflanzen sowie Instruktionen für Militärchirurgen.

## Leistung
Muralt kann als Begründer des anatomischen Unterrichts in Zürich gelten. 1688 wurde er zum Stadtarzt (Archiater) ernannt und war für die Seuchenbekämpfung, das Hebammenwesen, die Apotheken und das Stadtkrankenhaus zuständig. Muralt operierte eigenhändig alle Fraktur-, Stein- und Katarakt-Operationen. 1691 erhielt er eine Physikprofessur am Chorherrnstift zum großen Münster und eine Professur am Gymnasium. Die Leopoldina ernannte ihn 1681 zu ihrem Mitglied. Muralts Wirken machte Zürich zu einem bedeutenden Zentrum für das Studium der Anatomie und Chirurgie.
Muralts Erfolg beruhte hauptsächlich auf seinen außerordentlichen praktisch-chirurgischen Fähigkeiten. Mit Anatomie, Medizin und Physiologie befassten sich 21 Werke, mit Mineralogie, Zoologie und Botanik 13 Werke, 100 Aufsätze waren der Anatomie der Tiere gewidmet. 
Sein naturhistorisches Hauptwerk ist das Systema physicae experimentalis, integram naturam illustrans (1705–1714). Eine handschriftliche regionale Pharmakopoe Muralts ist erhalten. Muralt vermutete, dass das kontagiöse Agens der Pest „tierischer“ Natur sein könnte. 
Seine theoretischen Arbeiten sind vielfach von Aberglauben und volksmedizinischen Vorstellungen beeinflusst, inklusive Teufels- oder Hexenglauben. Manche Behandlungsverfahren beruhten offensichtlich auf magischen Praktiken, die er erfolgreich in sein Therapiekonzept integrierte. Aus heutiger Sicht war Muralt bestrebt, naturwissenschaftliche Kenntnisse durch Lehre und anschauliche Darstellung weiterzuvermitteln.

## Schriften (Auswahl)
- Vademecum anatomicum sive clavis medicinae. Zürich 1677.
- Curationes medicae observationibus et experimentis anatomicis mixtae. Amsterdam 1688.
- Kinder- und Hebammenbüchlein. Zürich 1689, Basel 1697.
- Chirurgische Schriften. Basel 1691.
- Hippocrates helveticus oder der Eydgenössische Stadt-, Land- und Hauss-Artzt. Basel 1692.
- Systema physicae experimentalis. 4 Bände, Zürich 1705–1714.
- Schriften von der Wund-Artzney. Basel 1711.
- Kriegs- und Soldaten-Diaet. Zürich 1712.
- Sichere Anleitung wider den dissmal grassirenden Rothen Schaden. Zürich 1712.
- Kurtze und Grundlich Beschreibung der ansteckenden Pest. Zürich 1721.